# فرانكي سميث (ملحن)
فرانكي سميث (بالإنجليزية: Frankie Smith)‏ هو ملحن وكاتب أغاني أمريكي، ولد في 1953 في فيلادلفيا في الولايات المتحدة، وتوفي في 8 مارس 2019.

## وصلات خارجية
- فرانكي سميث على موقع IMDb (الإنجليزية)
- فرانكي سميث على موقع ميوزك برينز (الإنجليزية)
- فرانكي سميث على موقع ديسكوغز (الإنجليزية)